# Janvier 2009 en économie (activité humaine)
| • Chronologie générale de l'économie • |

| • Chronologie générale de l'économie • |

| Années de l'économie : 2006 - 2007 - 2008 - 2009 - 2010 - 2011 - 2012    |
| Décennies de l'économie : 1970 - 1980 - 1990 - 2000 - 2010 - 2020 - 2030 |

2009 en économie : Janvier Février Mars Avril Mai Juin Juillet
Août Septembre Octobre Novembre Décembre

## Chronologie

Securities and Exchange Commission

### Jeudi1erjanvier 2009
- Chine : 22 entreprises de productions laitières ont envoyé pour la nouvelle année, à plusieurs millions de Chinois sur leur téléphone mobile, un message leur demandant pardon pour la contamination de leurs produits à la mélamine, un scandale qui a causé la mort de six nourrissons et en a rendu malades près de 300 000 : « Nous sommes profondément désolés pour le mal causé aux enfants et à la société. Nous présentons nos sincères excuses et implorons votre pardon ». Elles ont aussi annoncé la création d'un fonds spécial d'indemnisation, doté de 115 millions d'euros[1].
- États-Unis, affaire Bernard Madoff : le financier Bernard Madoff fournit la liste détaillée de ses biens, comptes et autres intérêts, à la Securities and Exchange Commission, le gendarme de la bourse américaine, mais cette liste n'est pas rendue publique. L'escroc, aujourd'hui en résidence surveillée pour avoir organisé une gigantesque fraude présumée, estimée à 50 milliards de dollars aurait une fortune personnelle considérable. Par sa dimension et les énigmes multiples qui l'accompagnent, l'escroquerie géante organisée par le financier Bernard Madoff suscite de plus en plus d'incrédulité et de suspicion. La SEC a été très critiquée pour ne pas avoir vu venir le scandale et ne pas avoir enquêté plus à fond sur les accusations de fraude portées contre le fonds d'investissement de Madoff. Le patron de la SEC Christopher Cox a reconnu qu'il y avait eu des manquements lors de précédentes enquêtes : on ne perd pas jusqu'à 50 milliards de dollars sans laisser de traces, on ne peut pas maquiller des comptes de cette envergure, tromper ses investisseurs et abuser les autorités de contrôle, en agissant seul[2].
- Europe :
  - Introduction de l'euro en remplacement de la couronne slovaque, devenant le 16e pays de l'Union européenne à l'adopter.
  - Conflit gazier : Le contrat d'approvisionnement de l'Ukraine en gaz russe ayant expiré, sans qu'un nouvel accord tarifaire ait été trouvé, Gazprom indique avoir coupé les robinets alimentant les pipelines vers l'Ukraine mais les aurait augmentées en direction d'autres pays d'Europe afin de rassurer ses clients, qui craignent des perturbations dans l'approvisionnement. Les Européens s'inquiètent de savoir si les Ukrainiens laisseront transiter le gaz vers le reste de l'Europe (80 % du gaz russe passe par leurs gazoducs) sans en siphonner au passage, privant ainsi plusieurs pays de l'Union européenne d'une partie de leur approvisionnement, comme en janvier 2006 [3]?

### Vendredi2 janvier 2009
- États-Unis :
  - Recomposition majeure du paysage bancaire américain : les banques Bank of America, Wells Fargo et PNC annoncent avoir bouclé l'acquisition de leurs concurrentes respectives Merrill Lynch, Wachovia et National City. Bank of America revendique désormais la plus grosse division de gestion de fortune au monde, avec quelque 20 000 conseillers financiers et quelque 2 700 milliards de dollars d'actifs. Wells Fargo revendique le plus important réseau de distribution du pays, avec 11 000 agences, et la position de deuxième plus grosse banque par les dépôts et quelque 14 000 milliards de dollars d'actifs. PNC devient la cinquième banque du pays avec quelque 291 milliards de dollars d'actifs[4].
  - Les autorités annoncent la signature d'un accord pour la vente de la banque californienne en faillite IndyMac à un consortium de fonds d'investissement, IMB Management Holdings, pour environ 13,9 milliards de dollars. La nouvelle IndyMac, basée à Pasadena (Californie) dispose de 33 agences et gère 6,5 milliards de dépôts, 16 milliards de prêts et un portefeuille d'actions de 6,9 milliards de dollars. Le consortium apporte 1,3 milliard en numéraire pour recapitaliser la banque.
  - Le groupe nucléaire français Areva annonce le dépôt d'une demande d'agrément des autorités américaines pour construire le premier centre d'enrichissement d'uranium du groupe aux États-Unis pour un investissement de deux milliards de dollars, dans l'Idaho. L'usine pourrait être opérationnelle en 2014, et produire à terme trois millions d'unités de travail de séparation d'uranium (UTS) par an[5].
- France : le président de la SNCF annonce que 8 000 personnes allaient être embauchées en 2009. Dans le cadre du plan de relance de l'économie, 400 millions seront investis en supplément en 2009 et 300 millions en 2010.
- Zimbabwe : au cours du jour 50 000 milliards de dollars zimbabwéens valent un dollar américain.

### Samedi3 janvier 2009
- États-Unis : Le Trésor fédéral effectue le versement d'une aide d'urgence de 4 milliards de dollars au constructeur automobile Chrysler, confronté à de grandes difficultés financières.
- Europe, conflit gazier : La présidence ukrainienne pour la sécurité énergétique a mis en garde l'Europe contre des problèmes d'approvisionnement en gaz, à la suite du conflit qui l'oppose à la Russie sur cette question : « Si la partie russe ne livre pas plus de gaz qu'actuellement, dans environ dix jours, il peut y avoir des problèmes technologiques très graves [...] Si le gazoduc ukrainien ne reçoit pas les volumes de gaz, la pression dans les tuyaux va baisser. Par conséquent, automatiquement, indépendamment du personnel, il y aura des interruptions. Le système sera obligé de s'arrêter pour faire revenir la pression »[6]. Dès vendredi la chute des approvisionnements a été de 6 % en Pologne, de 30 % en Roumanie et de 10 % en Bulgarie. Globalement, samedi, 80 % des livraisons ont été assurés. L'Ukraine dispose de 17 milliards de m3 soit 65 jours de consommation hivernale. L’Allemagne, la Suisse, la Grèce, l'Italie et la France disposent de réserves importantes[7]. Les autres sources d'approvisionnement sont assurées — Norvège, Royaume-Uni, Algérie...

### Dimanche4 janvier 2009
- États-Unis : 
  - Le chef de file des républicains au Sénat, Mitch McConnell, réclame une voix au chapitre sur l'élaboration du gigantesque plan de relance de l'économie américaine voulu par Barack Obama et met en garde contre toute précipitation pour l'adopter. Il exprime ses doutes sur la création de nouveaux emplois publics dans le cadre de ce plan mais est favorable à la réduction des impôts pour les classes moyennes.
  - Nouvelle administration du président Barack Obama : Bill Richardson renonce à devenir le prochain secrétaire au Commerce en raison d'une enquête visant une société qui a eu des relations d'affaires avec son État. Gouverneur démocrate du Nouveau-Mexique, il a appartenu à l'équipe du président Bill Clinton, au pouvoir de 1993 à 2001. La justice d'Albuquerque, soupçonne une société d'avoir remporté de juteux contrats de la part de l'État du Nouveau-Mexique, peu après avoir versé des fonds aux comités de soutien à la candidature de Bill Richardson aux primaires démocrates.

### Lundi5 janvier 2009

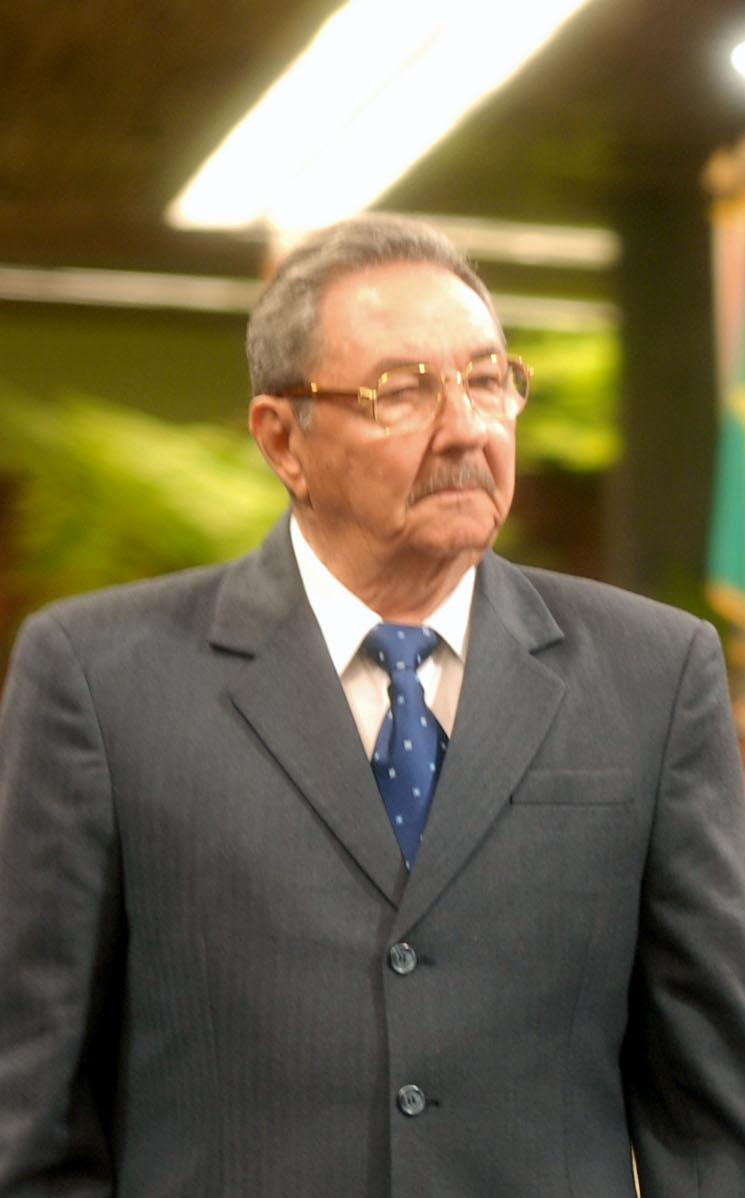
Raul Castro
(début 2008)

- Chine : Le gouvernement japonais reproche à la Chine d'exploiter un gisement de gaz dans une zone contestée de la mer de Chine orientale, en violation d'un accord passé en juin 2008 entre les deux pays. Les deux pays étaient convenus de développer en commun deux gisements gaziers et de poursuivre les discussions sur deux autres, dans une région située à l'est de la province chinoise du Zhejiang et à l'ouest de l'archipel d'Okinawa (extrême sud).
- Cuba : Le président Raúl Castro autorise désormais la construction de maisons par des particuliers — un domaine réservé jusqu'ici à l'État — pour faire face à une très grave crise du logement aggravée par les dégâts du passage de trois ouragans sur l'île en 2008 qui ont endommagé au moins un demi-million d'habitations. Cette annonce a été faite à l'occasion de l'inauguration à Santiago de Cuba d'un nouveau quartier construit à partir de « pétromaisons » fabriquées à partir de dérivés du pétrole fournis par le Venezuela alors que le programme gouvernemental de 100 000  par an approuvé il y a trois et demi n'a été réalisé qu'à moitié. Les experts estiment que la libéralisation du secteur de la maison individuelle va rapidement permettre la construction de plusieurs « centaines de milliers de maisons » et la création d'une véritable base industrielle pour développer l'habitat.
- États-Unis :  
  - Le plan de relance du président Barack Obama présenté au Congrès, prévoit des réductions d'impôts de 300 milliards de dollars réparties en allègements fiscaux pour les particuliers qui gagnent plus de 200 000 dollars par an et pour les entreprises qui embauchent, ce qui devrait contribuer « à sauver ou créer » trois millions d'emplois d'ici 2011.
  - Le constructeur automobile Ford reconnait un recul de 20,7 % de ses ventes de véhicules en 2008 dont une chute de 32,4 % sur un an de ses ventes de voitures neuves aux États-Unis.
- Europe : Le vice-président de la Banque centrale européenne, Lucas Papademos, déclare qu'il n'y a pas de risque de déflation en zone euro, ce qui n'exclut pas de nouvelles baisses de taux si la conjoncture devait encore se dégrader : l'inflation devrait nettement reculer vers le milieu de l'an prochain en particulier grâce à une baisse des prix des produits pétroliers. Fin 2009, l'inflation « devrait vraisemblablement de nouveau augmenter et rester alors à un niveau qui s'accorde avec la stabilité des prix [...] Les évolutions des prix ne présentent par conséquent aucun risque de déflation ».
- France : En 2008, 2 059 289 voitures ont été vendues en France, soit une légère baisse de 0,7 % par rapport à 2007. Le marché français a plutôt bien résisté par rapport à ses voisins grâce au bonus-malus écologique.

### Mardi6 janvier 2009
- Selon l'agence Standard & Poor's, l'effondrement des bourses en 2008 s'est traduit par une perte de valeur d'environ 17 000 milliards de dollars dans le monde, avec une chute de -73,67 % en Russie, -69,94 % en Irlande, -66,50 % en Grèce, -66,07 % en Norvège, -64,51 % en Inde, -57,35 % au Brésil, -53,21 % en Chine, -36,68 % aux États-Unis, -30,60 % en Suisse, 29,22 % au Japon.
- États-Unis : 
  - Le constructeur automobile Chrysler reconnait un recul de 30 % de ses ventes de véhicules en 2008. Chrysler, qui a reçu vendredi un prêt fédéral de 4 milliards de dollars afin de tenter d'éviter la faillite, compte sur ses prochaines grosses opérations promotionnelles, y compris des prêts à taux zéro sur six ans pour certains modèles.
  - Microsoft annonce avoir vendu plus de 28 millions de Xbox 360 depuis son lancement fin 2005, dont 8 millions en Europe, dépassant son concurrent Sony et la PlayStation 3. Le groupe récolte les fruits de sa politique de prix agressive, en proposant la console la moins chère du marché (179 euros pour le modèle entrée de gamme).

### Mercredi7 janvier 2009
- États-Unis :
  - Selon le Bureau du budget du Congrès (CBO), le déficit budgétaire des États-Unis pour l'exercice 2008/2009 devrait atteindre le montant exceptionnel de 1 200 milliards de dollars, soit 8,3 % du produit intérieur brut, mais sans prendre en compte le plan de relance massif de l'économie américaine voulu par la nouvelle administration du président Barack Obama et les démocrates du Congrès qui devrait se monter à au moins 775 milliards de dollars. Pour l'exercice 2007/2008, clos fin septembre, le déficit a atteint 438 milliards de dollars, soit 3,1 % du PIB.
  - Nouvelle administration du président Barack Obama : Nancy Killefer, directrice au sein du cabinet de consultants McKinsey et ancienne secrétaire adjointe au Trésor dans l'administration du président Bill Clinton, est nommée au nouveau poste de contrôleur du Budget, chargée de surveiller à la loupe les dépenses de l'administration et leur bien-fondé. Selon le président Barack Obama qui a créé ce nouveau poste de chief performance officer rattaché à la Maison Blanche : « Notre problème n'est pas seulement un déficit de dollars, mais aussi un déficit de responsabilité et un déficit de confiance [...] Pendant la campagne, j'ai dit que nous devions assainir ce budget, ligne après ligne, en éliminant ce dont nous n'avons pas besoin ou ce qui ne marche pas, et en améliorant ce qui fonctionne ».
  - Deux des « rois du porno » américains, dont Joe Francis, à l'origine de la série de DVD Girls Gone Wild et le célèbre Larry Flynt, fondateur du magazine Hustler et provocateur notoire, demandent au Congrès de débloquer une aide de cinq milliards de dollars en faveur de leur secteur, « un plan de sauvetage comparable à celui que souhaitent les trois grands constructeurs de voitures » car le secteur de la pornographie représente un chiffre d'affaires annuel de 13 milliards de dollars aux États-Unis. En raison de la récession économique actuelle, « Le Congrès semble vouloir aider nos entreprises les plus importantes, nous pensons que nous méritons la même attention [...] les gens sont trop déprimés pour être actifs sexuellement [...] C'est très mauvais pour la santé du pays. Les Américains peuvent se débrouiller sans voitures mais pas sans sexe »[8].
  - Le groupe sidérurgique Alcoa, premier producteur mondial d'aluminium, annonce une réduction de 13 % de ses effectifs, soit 13 500 emplois dans le monde et 1 700 intérimaires, et une baisse de moitié de ses dépenses d'investissement. Le plan de restructuration annoncé en novembre prévoit une réduction annuelle de 350 000 tonnes de la production d'aluminium du groupe.
  - Le groupe informatique Microsoft annonce le lancement de la version expérimentale (bêta) du nouveau système d'exploitation Windows 7, appelé à remplacer le système Windows Vista qui est très critiqué.
  - Le groupe d'agrochimie Monsanto annonce qu'il est proche de lancer sur le marché une variété de maïs OGM résistante à la sécheresse, développé en collaboration avec le géant allemand de la chimie BASF, et qu'il souhaiterait commercialiser « au début des années 2010 ». Les essais ont montré qu'il améliore de 6 % à 10 % le rendement moyen — le maïs est une plante particulièrement gourmande en eau dont ses besoins son huit fois supérieurs à ceux du blé.

### Jeudi8 janvier 2009
- Chine :  le groupe Lenovo, quatrième fabricant mondial d'ordinateurs, annonce la suppression de quelque 2 500 emplois, soit 11 % de ses effectifs, pour raison de crise économique mondiale.
- États-Unis :
  - Le nouveau président Barack Obama promet de doubler la production d'énergies nouvelles en l'espace de trois ans et d'améliorer l'efficacité énergétique de deux millions de logements. Il annonce aussi une baisse d'impôts de 1 000 dollars concernant 95 % des ménages américains de façon à inciter les familles à « se remettre à dépenser ».
  - Le constructeur aéronautique Boeing annonce que durant l'année 2008, il a enregistré 662 nouvelles commandes nettes d'avions commerciaux, dont 93 pour son nouveau Boeing 787 Dreamliner, 484 pour le Boeing 737 de dernière génération, 54 pour le Boeing 777, 28 pour le Boeing 767-300ER et 3 commandes pour le Boeing 747-8 intercontinental. Le PDG Scott Carson souligne « l'équilibre de la clientèle entre toutes les régions du monde » et la diversité des modèles économiques des compagnies clientes. En 2008, 375 avions ont été livrés aux compagnies clientes, dont 290 Boeing 737, 14 Boeing 747, 10 Boeing 767 et 61 Boeing 777. Le groupe reconnaît que ses livraisons ont été « perturbées par une grève qui a arrêté la production pendant plusieurs semaines » en septembre et octobre.
  - Selon le FBI, les ventes d'armes officielles, mesurées par le nombre de procédures de vérification de casiers judiciaires effectuées pour leur achat, ont fait un bond de 24 % au mois de décembre. En fait les ventes d'armes aux États-Unis ont fortement progressé depuis l'élection du président Barack Obama, par crainte d'une potentielle loi restreignant le port d'armes.
- France : Le président Nicolas Sarkozy, en couverture du colloque de Paris « Nouveau Monde, nouveau capitalisme », déclare : « L'anticapitalisme est une impasse [...] un système amoral où la logique des marchés excuse tout, où l'argent va à l'argent [...] la crise du capitalisme financier n'est pas la crise du capitalisme [...] c'est la politique de la table rase [...] La crise du capitalisme financier n'appelle pas à la destruction du capitalisme, qui serait une catastrophe, mais à sa moralisation [...] On doit moraliser le capitalisme et non pas le détruire ». Nicolas Sarkozy proclame le « retour de l'État », « le fait majeur de cette crise, c'est le retour de l'État ». S'inscrivant dans la tradition colbertiste française, il défend l'État régulateur et protecteur, mais aussi l'« État entrepreneur », qui agirait notamment via des fonds souverains.

### Vendredi9 janvier 2009

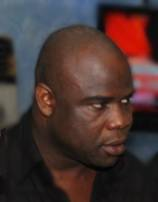
Basile Boli
(septembre 2008)

- Selon une étude de l'université Stanford publiée dans la revue Science, la moitié de la population de la planète risque de faire face à une crise alimentaire provoquée par le changement climatique d'ici la fin du siècle. Ces projections sont basées sur des observations directes et des données provenant de 23 modèles informatiques sur l'évolution du climat terrestre[9].
- Afrique : Le champion de football, Basile Boli, lance depuis Abidjan, Africamillions, une loterie panafricaine sur le modèle de l'Euromillions dans le but de redynamiser l'économie du continent en permettant au gagnant de remporter jusqu'à 700 millions de francs CFA (un million d'euros). Selon leurs initiateurs, ce jeu qui se veut « très simple consiste à monter un loto transfrontalier avec numéros, s'adressant au plus grand nombre de pays possible et permettant de réaliser des gains très importants ».
- États-Unis : 
  - Le Secrétaire au Trésor sortant Henry Paulson met en garde les Américains contre l'évolution de la situation économique, estimant qu'un retour à la croissance allait demander beaucoup d'efforts. Selon les chiffres officiels les États-Unis ont perdu 2,6 millions d'emplois en 2008 — 1,9 million sur les quatre derniers mois —, ce qui n'était pas arrivé depuis 1945. Le nombre de travailleurs à temps partiel a dépassé les huit millions (+3,4 millions), le nombre de chômeurs de longue durée (> 27 semaines) a doublé et le taux de chômage est au-dessus de 7 %. Il estime cependant que l'économie américaine peut « revenir à la croissance et à la création d'emplois » dès cette année.
  - Robert Rubin, l'ancien secrétaire au Trésor de 1995 à 1999, très critiqué pour sa responsabilité dans la déconfiture de la banque Citigroup, qu'il conseille depuis près de dix ans, annonce sa démission avec effet immédiat de sa fonction de « conseiller spécial » sans responsabilité exécutive au sein de la banque new-yorkaise.
  - Le constructeur aéronautique Boeing annonce qu'il va procéder à la suppression de 4 500 emplois, dont une partie en licenciements « secs », dans sa branche avions commerciaux après l'annonce d'une division par deux de ses prises de commandes dans ce secteur. La restructuration affectera 6,6 % des salariés de cette division et permettra de retrouver son niveau d'effectifs d'il y a un an.
- Union européenne, conflit gazier : Les experts énergétiques des 27 pays de l'UE proposent de porter à sa pleine capacité la production de gaz en Norvège, au Royaume-Uni, en Roumanie et en Pologne pour compenser l'arrêt des livraisons de gaz russe vers l'Europe.

### Samedi10 janvier 2009
- Europe, conflit gazier :

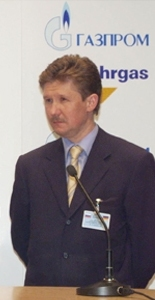
Alexeï Miller
(2001)

  - Le premier ministre tchèque, Mirek Topolanek, dont le pays préside l'Union européenne, a rencontré à Moscou le premier ministre Vladimir Poutine qui lui a assuré que les livraisons de gaz reprendront dès que les observateurs seront déployés, mais a prévenu qu'elles seront à nouveau suspendues si des « vols » sont constatés. L'accord est signé, côté russe, par le vice-premier ministre Igor Setchine et par le patron du groupe Gazprom, Alexeï Miller, et côté européen par le ministre tchèque de l'industrie, Martin Říman[10],[11] : « Nous avons pu atteindre un accord politique destiné à sortir de cette impasse. (...) L'Ukraine a accepté l'ensemble des termes dont la Russie avait besoin pour reprendre ses livraisons ». Les spécialistes estiment qu'il faudra 36 heures entre la réouverture des vannes et l'arrivée du gaz naturel russe dans les foyers européens.
  - L'Allemagne et la Hongrie, qui reçoivent du gaz russe via la Biélorussie annoncent qu'elles livreraient ensemble du gaz à la Serbie et la Bosnie-Herzégovine, deux pays durement touchés par l'arrêt des livraisons de gaz russe par l'Ukraine où transite 80 % du gaz destiné aux pays européens.

### Lundi12 janvier 2009
- Afrique : Durant une semaine des producteurs de coton africains venant de 13 pays de l'ouest et du centre du continent, tous responsables ou techniciens de syndicats cotonniers, se sont réunis à Ségou (Mali) avec une idée en tête, « Faisons nos affaires nous-mêmes », du nom de la session de l'université du coton, dont ils suivent le deuxième module, après une semaine passée en 2008 au Burkina Faso[12].
- Argentine : La justice américaine a condamné l'Argentine à verser 2,2 milliards de dollars à un groupe de créanciers détenant huit séries de titres de la dette argentine et qui avaient refusé de participer à la restructuration de la dette du pays. En décembre 2001, l'État argentin, en pleine déconfiture économique, avait décidé d'interrompre le paiement de sa dette privée. En juin 2005, les autorités avait réussi à obtenir avec succès un échange de cette dette en défaut à hauteur de 76,15 %, soit 81,8 milliards de dollars, mais des centaines de créanciers réfractaires, représentant 23,85 % du total de la dette, avaient alors préféré refuser cet accord.
- Chine : 
  - Les ventes d'automobiles ont progressé de seulement 6,7 % en 2008, enregistrant leur première croissance à un seul chiffre depuis 1999. 9,38 millions de véhicules ont été vendus sur le deuxième marché de la planète pour une production de 9,34 millions d'unités, en hausse de 5,21 %. Les ventes du secteur avaient connu une hausse de près de 22 % en 2007 et même de 25 % en 2006.
  - Le ministère de la Santé publie le nouveau bilan des petites victimes du scandale du lait frelaté à la mélanine. Au total, 22,4 millions de petits Chinois ont subi des examens médicaux, quelque 296 000 nourrissons et jeunes enfants ont été reconnus malades, parmi eux, 52 898 bébés ont dû être traités à l'hôpital pour des problèmes rénaux liés à l'ingestion du lait toxique. 52 582 ont été guéris, mais 6 enfants ont trouvé la mort. Quelque 60 personnes ont été arrêtées dans le cadre de ce scandale, 17 trafiquants et intermédiaires ont été jugés mais les jugements n'ont pas été annoncés.
- États-Unis
  - Le constructeur automobile Toyota lance à Détroit (Michigan) la troisième génération de sa populaire voiture hybride Prius qui consomme 4,6 litres aux 100 km. Cette version devrait être produite à 400 000 exemplaires par an et commercialisée dans 80 pays. Depuis 1997, Toyota a vendu plus d'un million de Prius dans le monde. La version III est plus spacieuse et reçoit un toit ouvrant en verre et est équipé de panneaux solaires activant le système de ventilation.
  - Le constructeur aéronautique Boeing annonce avoir signé avec le Pentagone la prolongation et l'extension du contrat de maintenance des avions de transport militaire Boeing C-17 pour la période d'octobre 2008 à septembre 2009 pour un coût d'1,1 milliard de dollars. La flotte dont Boeing a la responsabilité comprend 182 appareils de l'armée de l'air américaine et 14 autres servant dans des armées alliées et qui bénéficient ainsi d'économies d'échelle.

### Mardi13 janvier 2009
- Syrie : Selon le ministère du Tourisme, le pays a reçu près de 5,9  millions de visiteurs étrangers, soit une augmentation de 15 % sur 2007, dont près d'un million d'émigrés d'origine syrienne. Les revenus du tourisme se sont élevés en 2008 à près de 3,5 milliards de dollars. Les autorités ont comme ambition de développer désormais le secteur touristique, jusque-là sous-exploité, au moment où le secteur pétrolier est entré en déclin et les projets d'investissements touristiques se sont montés à quelque 8,2 milliards de dollars.
- Union européenne :

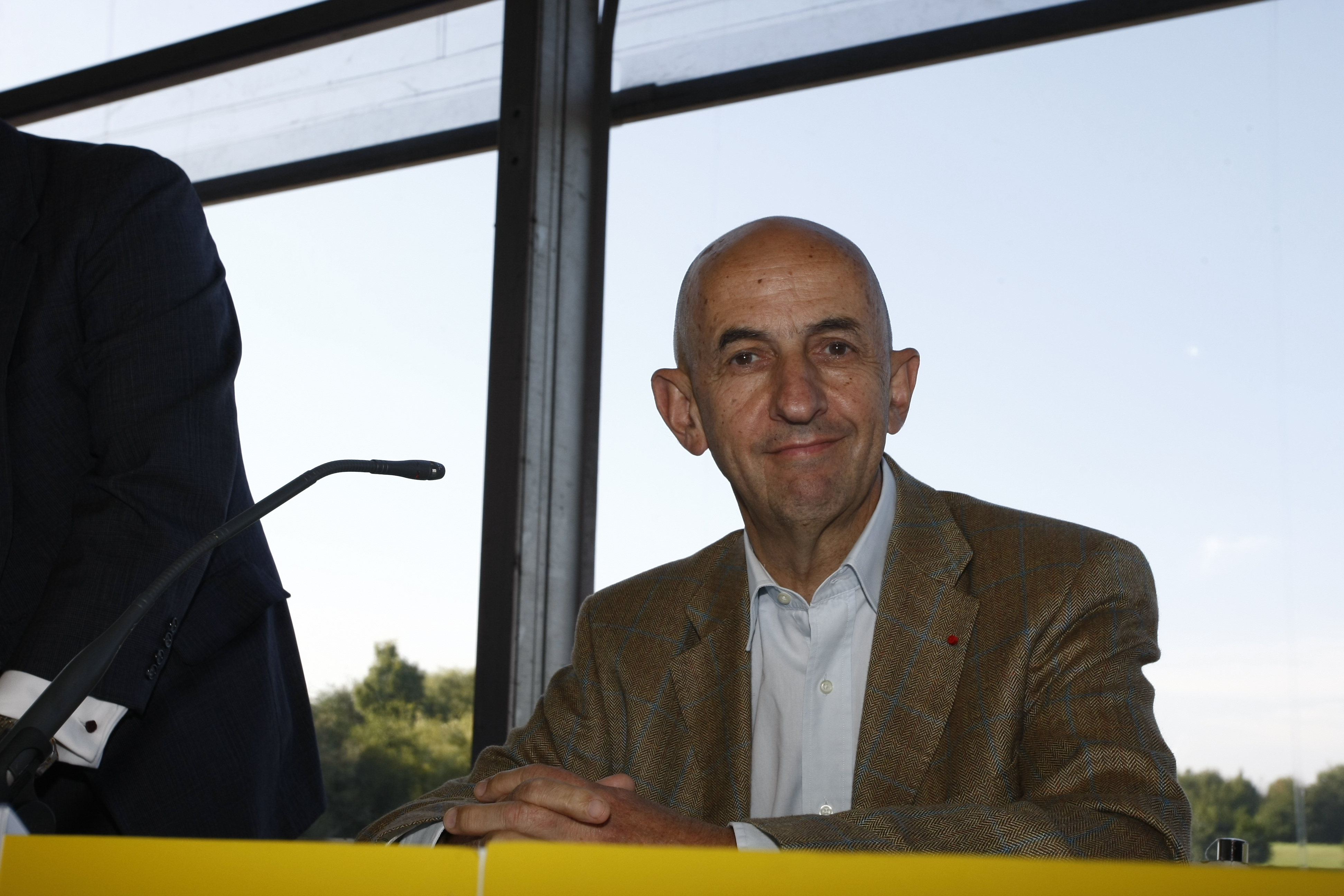
Louis Gallois
(août 2008)

- - Selon l'Association des banques slovaques, le système bancaire est passé à l'euro sans rencontrer de problèmes : « Le passage à l'euro dans le système bancaire a été un succès. Tout s'est passé conformément aux plans ». Selon la Commission européenne : « Le changement se poursuit en continu, près de la moitié des citoyens interrogés avaient déjà majoritairement l'euro dans leurs porte-monnaie samedi soir [...] Les commerçants s'en sortent bien aussi grâce au fait que les gens ne rentrent que lentement de vacances ».
  - Publication des chiffres 2008 pour l'Eurostar, le train à grande vitesse qui relie la France et la Belgique au Royaume-Uni : le chiffre d'affaires atteint 664 millions de livres sterling (730 millions d'euros, en hausse de 10,9 % par rapport à 2007, à changes constants, il avait progressé de 15,5 % entre 2006 et 2007. Le nombre de voyageurs, atteint 9,1 millions, soit 10,3 % de plus qu'en 2007, contre une augmentation de 5,1 % l'année précédente. Malgré certains retards spectaculaires, le taux de ponctualité s'est élevé à 92,4 % en 2008, contre 91,5 % en 2007. L'attractivité s'est améliorée avec un parcours entièrement à grande vitesse sur le territoire anglais depuis le 14 novembre 2007 dont le temps a été raccourci de 20 minutes[13].
  - Le président exécutif d'EADS, Louis Gallois, se déclare agacé du fait qu'un certain nombre de ses fournisseurs et de ses clients rencontrent des problèmes de financement, dans la mesure où les banques ne veulent pas leur prêter d'argent, déclarant que le groupe aéronautique européen, maison mère d'Airbus et d'Eurocopter, envisage de se substituer en partie aux établissements bancaires et de consacrer une part de sa trésorerie à soutenir financièrement ses clients et ses fournisseurs. La trésorerie d'EADS est évaluée à 9 milliards d'euros fin 2008[14].
  - Le président de l'Eurogroupe, le Luxembourgeois Jean-Claude Juncker a mis en garde implicitement les gouvernements européens sur leurs déficits, qui se creusent du fait des plans de relance nationaux, soulignant la nécessité de ne pas mettre en cause la crédibilité de l'euro : « L'année 2009 sera une année extrêmement difficile pour les économies de l'espace euro et pour les citoyens européens, et nombreux seront les défis que nous devront relever [...] les gouvernements de l'espace euro vont devoir agir ensemble pour contenir les effets de la crise économique et pour investir dans les assises structurelles de l'économie afin de construire un pont vers l'après-crise [...] la protection que confère l'euro est directement liée à notre crédibilité à mettre en œuvre [... des] politiques macroéconomiques prudentes et des politiques orientées vers la pérennité de la croissance ».

### Mercredi14 janvier 2009
- Australie : Le producteur d'énergie AGL présente sa nouvelle centrale à biomasse utilisant 5 000 tonnes de coques de noix de Macadamia en partenariat avec un producteur de noix de Gympie (Queensland). Une partie de la chaleur produite sert à sécher les noix de l'usine et le reste à faire tourner une turbine pour produire de l'électricité permettant d'alimenter 250 foyers en évitant l'émission ainsi de 2 500 tonnes de CO2 par an.
- États-Unis :
  - Pour la deuxième fois un juge de la Cour fédérale de New York rejette une demande du parquet visant à l'incarcération du financier américain Bernard Madoff, soupçonné d'être à l'origine d'une énorme fraude de 50 milliards de dollars.
  - Steve Jobs, directeur général du groupe informatique  Apple, annonce être dans l'obligation de prendre un congé médical jusqu'à fin juin, les problèmes de santé — un  simple « déséquilibre hormonal » —, dont il avait reconnu récemment l'existence s'étant révélés « plus complexes » qu'il ne le pensait. En 2004, il avait été opéré d'un cancer du pancréas[15].

- Union européenne :

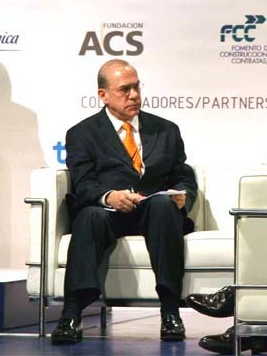
José Angel Gurria
(mars 2007)

  - L'euro connaît ses plus bas niveaux depuis un mois face au dollar, à 1,3180 alors que les marchés spéculent sur l'impact de la baisse de taux de la BCE attendue jeudi et sur les craintes sur la dette de plusieurs gouvernements de la zone, l'Espagne ayant vu sa note mise sous surveillance négative par Standard & Poor's. Le yen est la nouvelle valeur refuge se maintenant à ses plus hauts à 89,36 yens pour un dollar.
  - Selon le secrétaire général de l'OCDE, Angel Gurria, l'avenir est sombre pour la zone euro : 
    - « Le marché immobilier continue à se contracter » ;
    - l'inflation chute fortement — 1,4 % en 2009 et 1,3 % en 2010 — après avoir atteint des sommets en été 2008, jusqu'à 4 %, mais une déflation est peu probable même si elle n'est pas totalement exclue « à court terme si la chute de l'inflation s'avérait plus rapide que prévu » ;
    - les déficits budgétaires devraient être « largement plus importants » dans les mois à venir qu'actuellement ;
    - La récession est certaine dans la zone euro au premier semestre 2009 et « les risques sont grands pour les perspectives de croissance » même si un scénario de déflation est peu probable; la baisse devrait être de 0,6 % du produit intérieur brut en 2009, sans entrevoir de véritable reprise avant la mi-2010.
    - L'OCDE appelle la Banque centrale européenne à poursuivre ses baisses de taux et se prononce en faveur d'un organe pan-européen de supervision du secteur financier afin de mieux contrôler un secteur financier de plus en plus transfrontalier.

  - Sur l'ensemble de l'année 2008, 14,712 millions de voitures neuves ont été immatriculées dans 28 pays en Europe, soit une chute de 7,8 %, conséquence de la crise qui a touché de plein fouet le secteur au deuxième semestre (-25,8 % en novembre et -17,8 % en décembre). Les données concernent 28 pays, les 27 États membres de l'Union européenne, moins Chypre et Malte, mais plus l'Islande, la Norvège et la Suisse.
  - La Commission européenne, décidée à éradiquer « l'énergie vampire », vient d'adopter un règlement pour réduire la consommation d'électricité en mode veille de tous les appareils électroniques et de bureaux. Pour chaque produit, la consommation en veille est minime, mais si l'on additionne les milliards d'appareils en veille sur la planète, l'énergie consommée est colossale. En Europe, selon une étude de l'UE, elle représenterait près de 10 % de la consommation électrique des foyers, et au total 30 térawatts-heures par an, soit l'équivalent de la consommation annuelle de la Hongrie. Coût total pour les Européens : 7 milliards d'euros sont dépensés chaque année en énergie fantôme ! Le mode veille utilise 5 à 10 % de la consommation électrique totale de la plupart des foyers et serait responsable d'environ 1 % des émissions mondiales de CO2. La Commission pense ainsi réduire de 73 % l'énergie vampire en 2020. De quoi éviter d'émettre 14 millions de tonnes de CO2 et réduire de près de 5 milliards d'euros la facture électrique des Européens[16].

### Jeudi15 janvier 2009
- Chine :
  - Adoption du plan de relance pour le secteur automobile avec une réduction des taxes à l'achat et un soutien à la production de « voitures propres ». Dix milliards de yuans (1,1 milliard d'euros) seront investis sur trois ans dans la modernisation des appareils de production et dans le développent des « pièces et des véhicules utilisant des énergies nouvelles » dans le but de favoriser les voitures à faibles émissions et utilisant les nouvelles énergies dans les villes.
  - L'un des vice-présidents de la Banque de Chine exprime sa crainte de voir arriver une deuxième vague dans la crise financière actuelle, invoquant le risque d'une accumulation des prêts non performants dans une économie en récession[17]. Les banques vont rester peu enclines à prêter et les monnaies vont continuer à fluctuer au rythme des réallocations de fonds à travers la planète et « de plus en plus de défauts de paiement sur les prêts aux entreprises ou aux particuliers provoqués par la récession dans l'économie réelle pourraient apporter une deuxième vague dans la crise financière ».
- États-Unis :
  - Quelque 3,1 millions de procédures de saisies immobilières ont été engagées ou ont abouti en 2008 aux États-Unis, ce qui a concerné un ménage américain sur 54, selon le cabinet RealtyTracce qui estime que « les plans de prévention des saisies mis en place jusque-là n'ont pas réussi à ralentir ce tsunami de saisies »[18].
  - Le groupe informatique IBM annonce la construction d'un centre de haute technologie à Dubuque dans l'Iowa qui devrait employer quelque 1 300 personnes d'ici 2010. Ce centre aura la responsabilité de gérer à distance de grands systèmes informatiques, des systèmes de stockage et des opérations de sécurité.
  - L'équipementier de télécommunication Motorola annonce la suppression de 4 000 emplois supplémentaires, venant s'ajouter aux 3 000 postes dont la suppression a été décidée fin octobre 2008. Les nouvelles suppressions concernent en majorité la division « téléphones portables ». Ces mesures portent à 17 000 le nombre total de licenciements annoncés dans le groupe depuis janvier 2007.

### Vendredi16 janvier 2009
- Afghanistan : Selon l'équipe de reconstruction provinciale de l'OTAN, les autorités afghanes ont condamné ces six derniers mois douze trafiquants de drogue à un total de 155 années de prison après la saisie de 19 tonnes d'opium et 206 kg d'héroïne, pour une valeur estimée de 72 millions d'euros, en partie destinés au Royaume-Uni. Les condamnés sont tous de la province du Helmand, principale région productrice d'opium en Afghanistan. L'Afghanistan produit plus de 90 % de l'opium mondial, la « matière première » de l'héroïne.

- États-Unis :

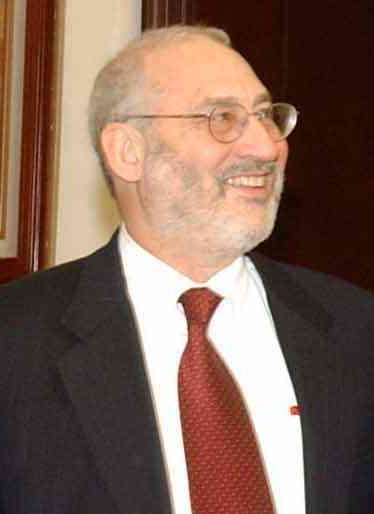
Joseph E. Stiglitz
(décembre 2002)

  - L'économiste Joseph E. Stiglitz, prix Nobel d'économie 2001, professeur à l'université Columbia, dénonce l'hypocrisie du système financier américain qui, appuyé sur une dérégulation maximale des flux financiers, déresponsabilise les acteurs économiques et déséquilibre les rapports entre l'État et le secteur privé : « Ce que nous vivons n'est pas seulement une crise du système financier, mais une crise de détérioration des richesses en général »[19].
  - Liquidation du distributeur de produits d'électronique Circuit City, qui emploie plus de 30 000 salariés, après avoir été placé en novembre sous la protection de la loi sur les faillites.
  - Le No 1 mondial de la location de voitures Hertz annonce la suppression de 4 000 postes dans le monde d'ici à la fin mars, soit 7,5 % des effectifs du groupe, en raison d'une baisse de la demande. Ces réductions d'effectifs toucheront en priorité les services n'ayant pas de contact direct avec les clients. À terme de cette nouvelle restructuration, le groupe aura licencié 32 % de ses employés depuis août 2006.
  - Le département du Trésor annonce le versement de 20 milliards de dollars de capitaux à la Bank of America pour renflouer ses comptes après l'acquisition de Merrill Lynch. En 2008, la banque a fait 4 milliards de $ de bénéfices mais une chute de 73 % de son bénéfice net pour 2008, en raison des énormes pertes enregistrées en fin d'année par sa nouvelle filiale dans la banque d'affaires Merrill Lynch.
  - Les États-Unis décident de taxer à 300 % le roquefort en réponse à l'interdiction du bœuf aux hormones en Europe. Ces droits de douane prohibitifs sont une rétorsion contre la poursuite de l'interdiction de commercialisation de leur bœuf aux hormones sur le territoire européen. Une décision qualifiée d'« injustifiée » par le ministre français de l'agriculture, Michel Barnier, et d'« inadmissible » par la secrétaire française d'État au commerce extérieur, Anne-Marie Idrac.
  - Quatre cadres dirigeants des groupes électroniques LG et Chunghwa ont reconnu leurs torts et accepté leur condamnation à des peines de six à neuf mois de prison ferme et d'amendes dans une affaire d'entente sur les prix d'écrans à cristaux liquides aux États-Unis entre septembre 2001 et décembre 2006, alors que le marché mondial des écrans à cristaux liquides était évalué à 70 milliards de dollars. Dell, Motorola et Apple ont été cités parmi les sociétés victimes de cette entente sur les prix.
  - Nintendo annonce avoir vendu 10,17 millions de sa console de jeux vidéo Wii aux États-Unis en 2008 et 9,95 de sa console de jeux DS, établissant ainsi un nouveau record, malgré des conditions économiques très difficiles, selon des chiffres de NPD Group hier.
- Japon : 
  - Selon le gouverneur de la Banque du Japon, Masaaki Shirakawa, « l'économie mondiale, y compris les pays émergents qui se comportaient relativement bien encore récemment, ralentit rapidement » et « les marchés financiers mondiaux restent soumis, dans l'ensemble, à de fortes tensions ». L'économie japonaise « se détériore et fera probablement face à des conditions encore plus dures » en raison notamment d'un affaiblissement des exportations lié à la crise mondiale.
  - La deuxième banque japonaise, Mizuho Financial Group, annonce une importante réorganisation de ses instances dirigeantes, avec le départ du PDG exécutif du groupe Mizuho et de deux importantes filiales, Mizuho Bank et Mizuho Corporate Bank, dès le 1er avril. Les institutions financières japonaises ont été jusqu'à relativement épargnées par la crise directement liée aux prêts hypothécaires à risque américains ("subprime"), mais elles sont désormais touchées par ricochet par la chute des bourses, la désorganisation du marché du crédit et la récession internationale.

### Samedi17 janvier 2009
- États-Unis
  - Faillite de deux nouvelles banques régionales, la National Bank of Commerce de l'Illinois et  (nord), la Bank of Clark County (État de Washington).
  - Le département du Trésor publie une nouvelle directive destinée à renforcer l'application des restrictions de revenus applicables aux dirigeants des banques bénéficiant de son plan de renflouement. En vertu de cette nouvelle directive, le PDG de tout établissement ayant reçu des fonds dans le cadre du programme de recapitalisation des banques par le Trésor devra certifier chaque année que son entreprise est en règle sur ce point. Il devra aussi certifier à l'administration dans les 120 jours après la signature de l'accord sur la recapitalisation de sa banque avec le Trésor que les règles imposées par celui-ci en matière de rémunération des dirigeants sont respectées.
- France : Ouverture jusqu'au 22 janvier du 43e Marché international du disque et de l'édition musicale (Midem) qui constate une sixième année de crise pour les ventes de disques, avec moins 15 % en 2008. En France, le chiffre d'affaires des maisons de disques a été coupé de moitié depuis 2002 - passant de 1,3 milliard d'euros à environ 600 millions d'euros en 2008, selon les premiers résultats communiqués par le Syndicat national de l'édition phonographique. Cette chute abyssale est partiellement compensée par le léger basculement des consommateurs vers le numérique payant, qui, dans la même période, a augmenté de 13 % environ en France[20].

### Dimanche18 janvier 2009

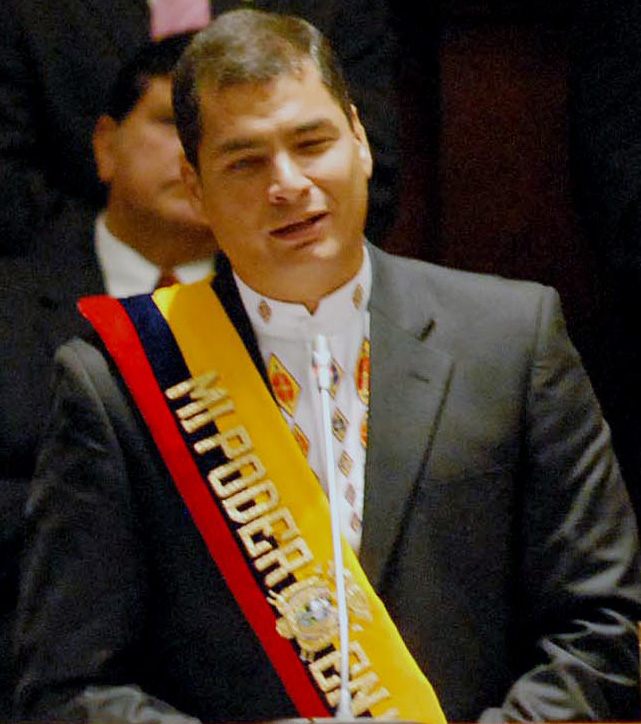
Rafael Correa
(janvier 2006)

- Chine : Selon le service des douanes, les exportations chinoises de jouets ont atteint 8 milliards de dollars sur les onze premiers mois de 2008, en hausse de 2,5 % par rapport à la même période de 2007, un net coup de frein par rapport aux +20,3 % enregistrés sur les 11 premiers mois de 2007. Selon le journal officiel People's Daily, ce ralentissement est en partie le fruit de l'impact de divers scandales liés à des problèmes de qualité des jouets chinois, en particulier après la découverte de peinture au plomb toxique.
- Équateur : Le président Rafael Correa annonce, lors de son allocation télévisée hebdomadaire, avoir engagé la banque d'affaires franco-américaine Lazard pour conseiller le gouvernement équatorien dans sa tentative de renégociation d'une partie de sa dette bancaire internationale. Mi-décembre 2008, un moratoire a été déclaré pour des bons à échéance 2012 d'une valeur de 510 millions de dollars et à échéance 2030 pour un montant de 2,7 milliards de dollars. L'Équateur a l'intention de proposer le rachat de ces dettes, mais à une valeur bien inférieure à l'originale, estimant qu'elles avaient été « surévaluées », lors de la dernière négociation, au début des années 2000, d'où leur « illégitimité »[21].

### Lundi19 janvier 2009
- Informatique : Selon la société d'antivirus F-Secure, le virus informatique Conficker, également appelé Downadup ou encore Kido, aurait infecté 8,9 millions d'ordinateurs fonctionnant sous Windows dans le monde et le nombre d'ordinateurs contaminés continue de « grimper en flèche »[22].
- Royaume-Uni : Le premier ministre Gordon Brown estime qu'une « spirale préjudiciable de démondialisation » menaçait la planète si les pays ne coordonnaient pas leur gestion de la crise économique internationale : « Aussi importante que soient les nouvelles mesures d'aujourd'hui, il est clair, une fois encore, qu'aucun pays ne peut résoudre à lui seul ce qui est en réalité une crise financière internationale [...]' À moins que nous ne nous unissions pour aborder ces problèmes de façon coordonnée, le monde est menacé par une spirale préjudiciable de démondialisation, qui est alimentée par une conjonction de désengagements et de solutions politiques nationales  ». Il lance un appel à un « accord international le plus large possible » prévenant que tout protectionnisme pourrait nuire à l'emploi et aux entreprises dans le monde entier[23].
- Guadeloupe : 46 organisations syndicales, professionnelles et politiques appellent à une grève reconductible à partir de mardi pour « exiger la baisse des prix de tous les produits de première nécessité, des impôts et taxes » et du carburant — une des revendications des  est la baisse « immédiate » de 50 centimes du prix des carburants. La quasi-totalité des 115 stations-service de la Guadeloupe, exigeant l'arrêt de l'implantation de toute nouvelle station-service, n'ont pas ouvert à la suite du mot d'ordre de fermeture illimitée lancé par l'organisation professionnelle de leurs gérants. Début décembre, des barrages routiers, élevés pour protester contre le prix des carburants, avaient paralysé l'île pendant quatre jours, ils avaient été levés le 11 décembre, après l'annonce d'une baisse des prix des carburants par le secrétaire d'État à l'Outre-mer Yves Jégo[24].

### Mardi20 janvier 2009
- Allemagne : Le groupe de distribution Metro, no 2 européen de la distribution, annonce le lancement d'un vaste plan de restructuration et la réduction du nombre de ses employés, passant par la simplification de la structure et la réduction des coûts, ce qui permettra au groupe d'améliorer ses résultats à hauteur de 1,5 milliard d'euros d'ici 2012. Ceci pourrait se traduire par 15 000 suppressions d'emplois, soit 5 % des effectifs totaux du groupe.
- États-Unis
  -  Italie : Le vice-président de Fiat et représentant de la famille Agnelli, John Elkann confirme une information du quotidien spécialisé Automotive News, à savoir que le groupe automobile a des discussions avec l'américain Chrysler et Cerberus Capital Management qui détient 80,1 % de Chrysler. Selon le Wall Street Journal, Fiat s'apprêterait à prendre une participation de 35 % au capital de son concurrent américain Chrysler dans le cadre d'un partenariat stratégique entre les deux entreprises; De plus, Fiat disposerait d'une option pour porter sa participation à terme à 55 %[25]. Du côté de Chrysler, l'accord avec Fiat va lui permettre d'accéder à une technologie qui lui fait clairement défaut aujourd'hui : la motorisation de petits véhicules économes et peu polluants.
  -  Mexique : Le milliardaire mexicain Carlos Slim va investir, à travers deux de ses sociétés, Banco Inbursa et Inmobiliaria Carso, 250 millions de dollars (189 millions d'euros) dans le groupe New York Times Company, qui édite le quotidien New York Times, lui permettant ainsi de refinancer sa dette, notamment un crédit permanent de 400 millions de dollars (303 millions d'euros) qui arrivait à échéance en mai.
  - Les cours du pétrole frôlent leurs niveaux les plus bas (32,60 $) depuis quatre ans sur le NYMEX à New York, dans un contexte de craintes persistantes sur la consommation d'or noir, d'apaisement des tensions géopolitiques et au lendemain de prévisions pessimistes de Goldman Sachs. La crainte de voir la consommation mondiale d'or noir se contracter fortement cette année se combine à un apaisement des tensions géopolitiques qui avaient soutenu les cours depuis le début de l'année.
  - Le fabricant de cartes de crédit Heartland révèle que son système informatique a été piraté en 2008 et que des données concernant les systèmes de paiement avaient été subtilisées. Après avoir été alerté par les sociétés de cartes de paiement Visa et MasterCard d'opérations suspectes concernant des transactions par cartes, Heartland « a découvert la semaine dernière la preuve d'une intrusion » d'un logiciel pirate dans son système informatique et estime que « l'incident pourrait être le fruit d'une cyber-fraude mondiale », cependant selon Heartland « ni les données commerciales, ni les numéros de Sécurité sociale, ni les chiffres cryptés d'identification personnelle (PIN), pas plus que les adresses et numéros de téléphones ne figurent » parmi les données dérobées.
  - La disparition « volontaire » depuis le 14 janvier, selon la police de Sarasota (Floride), du gestionnaire de fonds Arthur Nadel (76 ans), fait craindre à une nouvelle escroquerie concernant les 350 millions de dollars dont il avait la gestion et qui ont aussi disparu[26].
- Ligue arabe : Les dirigeants arabes réunis lors du sommet de Koweït approuvent le lancement en 2010 d'une union douanière, premier pas sur la voie d'un marché commun arabe, ainsi que la création d'un réseau électrique et d'un réseau de chemins de fer panarabes. Une résolution appelle les pays arabes à entreprendre « les mesures nécessaires pour annoncer le lancement d'une union douanière arabe en 2010 et achever sa mise en place en 2015 » afin de préparer la voie à la création d'un marché commun arabe en 2020. La zone de libre-échange lancé il y a 3 ans n'a pas eu un grand effet sur le volume des échanges commerciaux entre les 22 membres de la Ligue arabe[27].

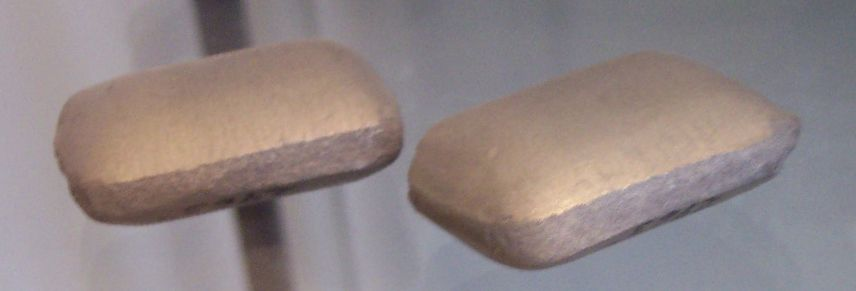
Briquettes de Nickel

- Nouvelle-Calédonie : La société Le Nickel — opérateur historique du nickel calédonien et filiale d'Eramet —, obtient l'autorisation d'explorer un immense gisement de nickel, dans le cadre d'un partenariat avec la province sud-calédonienne où se trouve la capitale Nouméa. Une convention d'exploitation a été signée et 84 millions d'euros vont être investis en vue de la valorisation des deux gisements de la pointe méridionale. D'ici 10 ou 12 ans d'études, la décision de construire une nouvelle usine de traitement du nickel pourra être prise avec une capacité de 60 000 tonnes annuelles.

### Mercredi21 janvier 2009
- Secteur automobile : L'américain General Motors reconnait une baisse de ses ventes de 11 % dans le monde en 2008 avec 8,35 millions de véhicules et des stocks se montant à plus d'un million de voitures. Le japonais Toyota devient le premier constructeur mondial.
- Espagne : Selon le secrétaire d'État du Tourisme, Joan Mesquida, l'Espagne, deuxième destination touristique du monde, a reçu en 2008, 57,41 millions de touristes étrangers soit une baisse de 2,6 % par rapport à 2007. De fait, le secteur du tourisme a « mieux résisté que d'autres secteurs face à la crise » qui touche le pays. L'année 2007 avait été marquée par un nombre record de visites de touristes étrangers. Les touristes britanniques sont toujours les plus nombreux avec au total 15,7 millions de visiteurs, mais une baisse de 3 %.
- Portugal : L'agence de notation internationale Standard & Poor's (S&P), abaisse la notation à long terme du Portugal à « A+ » contre une note de « AA- », supérieure, précédemment.
- Union européenne : 
  - Lors de son audition régulière devant la commission des Affaires économiques et monétaires du Parlement européen, le président de la Banque centrale européenne, Jean-Claude Trichet, juge « infondées » les craintes d'un éclatement de l'euro et de l'Union monétaire en raison de la crise financière : « Toutes les monnaies du monde sont sous pression face aux turbulences financières actuelles [...] L'euro et la zone euro ont montré au contraire une capacité de résistance face à la crise ».
  - Selon le quotidien français La Tribune, la Commission européenne s'apprête à infliger une amende aux groupes gaziers français GDF Suez et allemand E.ON pour entente sur le marché du gaz en vue de restreindre la concurrence sur leurs marchés nationaux. L'amende pourrait aller jusqu'à 10 % du chiffre d'affaires des deux groupes. Selon GDF, « les seuls faits d'accusation sont des lettres datant de 1975, à une époque où il y avait des monopoles légaux qui verrouillaient les marchés du gaz » en France et en Allemagne, mais selon l'enquête de la Commission l'accord de non concurrence « aurait persisté même après la libéralisation des marchés du gaz en Europe ».

### Jeudi22 janvier 2009
- Australie : Le producteur de programmes audiovisuels européen Endemol annonce l'acquisition à 100 % de la compagnie Southern Star Group, société de création, de production et de distribution de programmes audiovisuels, afin d'élargir le pôle fiction du groupe. Sa filiale Southern Star International, est « un des premiers distributeurs indépendants de programmes anglophones avec 14 000 heures de programmes » et permet désormais à Endemol « d'être détenteur d'un énorme catalogue de séries » selon Virginie Calmels d'Endemol France.
- Canada : Selon le gouverneur de la Banque du Canada, Mike Carney, le monde est plongé dans une profonde récession, mais celle-ci devrait être de courte durée au Canada. Après une contraction sur trois trimestres, l'économie canadienne devrait renouer avec la croissance dès la seconde moitié de 2009 et rebondir fortement en 2010. Cependant, les initiatives de relance de l'économie contenues dans le budget vont faire replonger le Canada en déficit pour la première fois en plus de dix ans.
- Chine : 
  - Selon le secrétaire au Trésor américain, Timothy Geithner, le président Barack Obama, — appuyé par les conclusions d'un grand nombre d'économistes — estime que la Chine « manipule » sa devise et les États-Unis mettront en place une diplomatie commerciale intensive : « Le président Obama s'est engagé en tant que président à recourir intensivement à toutes les voies diplomatiques disponibles pour obtenir un changement dans les pratiques de la Chine en matière de devises ».
  - Tian Wenhua, l'ex-patronne de Sanlu, le principal producteur incriminé dans l'affaire du lait contaminé à la mélanine, est condamnée à la prison à vie. Elle est la plus haute personnalité à être jugée dans ce scandale qui a tué six enfants en 2008 en Chine et en a rendu malades 300 000 autres. Elle était accusée d'avoir étouffé l'affaire pendant plusieurs mois avant d'avertir les autorités locales, à la veille de l'ouverture des Jeux olympiques de Pékin.
- Finlande : Le groupe Nokia, no 1 mondial en téléphonie mobile, connaît un léger repli de son chiffre d'affaires (-0,7 %, 50,71 milliards de €) mais un effondrement de ses bénéfices (-44,4 %) en 2008 sous l'effet d'un net recul de ses ventes et du repli continu du prix de vente de ses téléphones portables.
- Italie : Selon le quotidien La Repubblica, le groupe Fiat après avoir annoncé son entrée dans le capital du constructeur américain Chrysler, serait « en train d'étudier une opération qui aurait comme objectif final un mariage avec Peugeot-Citroën ». Pour y parvenir, le patron de Fiat, Sergio Marchionne, et la famille Agnelli prépareraient une augmentation de capital d'un montant de deux milliards d'euros, qui prévoit la conversion des actions privilégiées en actions ordinaires. Le groupe automobile annonce une très sombre année 2009, « la plus difficile de tous les temps » et révise fortement à la baisse ses prévisions de profits pour l'année.
- Japon : Le groupe d'électronique grand public Sony annonce un plan d'économies de 250 milliards de yens (2 milliards d'euros), passant notamment par la fermeture d'une usine de téléviseurs, afin de compenser les lourdes pertes qu'il s'attend à subir à cause de la crise. ce nouveau plan complète celui annoncé en décembre 2008 visant des réductions de coût de 100 milliards de yens à compter de 2009-2010 moyennant, quelque 16 000 suppressions de postes.

### Vendredi23 janvier 2009
- Belgique : La banque belge Fortis annonce de très lourdes pertes qui devraient atteindre 19 milliards d'euros en 2008.
- Finlande : Le PIB devrait se contracter de plus de 2 % en 2009. De nouvelles mesures de relance vont être annoncées et le pays pourrait emprunter jusqu'à 30 milliards d'euros lors des trois prochaines années, dont 5,3 milliards en 2009, en raison de recettes fiscales moins élevées que prévu.
- France : 
  - Selon le quotidien économique Les Échos, le groupe allemand Siemens annonce sa volonté de sortir du capital d'Areva NP, la filiale de réacteurs du groupe nucléaire français Areva, dont il détient 34 % du capital, en exerçant « l'option de vente qu'il détient sur sa participation ». Cette participation est estimée à 2 milliards d'euros.
  - Selon le cabinet « Bain & Company », le secteur du luxe est touché par la crise économique et financière, même s'il l'est plus tardivement et moins violemment. Depuis début janvier se succède une litanie de plans de licenciements, de réduction des investissements et de projets reportés à des temps meilleurs.
- Royaume-Uni : Le sidérurgiste anglo-néerlandais Corus, filiale du groupe indien Tata Steel et deuxième producteur d'acier en Europe, annonce la prochaine suppression de 3 500 emplois.
- Inde : La Direction générale du commerce extérieur de l'Inde interdit pour six mois les importations de jouets chinois, une décision qui semble destinée à protéger les industriels indiens de la concurrence des jouets bon marché avec de nombreuses violations des règles élémentaires de sécurité des consommateurs — peintures au plomb toxiques ou défauts de conception. Selon l'association des fabricants indiens de jouets, les produits chinois représentent la moitié des jouets vendus en Inde, un marché qui était estimé à plus de 25 milliards de roupies (500 millions de dollars) en 2007.
- Portugal : Le groupe espagnol d'électricité Iberdrola présente son projet de complexe hydroélectrique de Tamega qui prévoit la construction de quatre barrages hydroélectriques pour un investissement de 1,7 milliard d'euros. Iberdrola détient 9,5 % de Energias de Portugal.

### Dimanche25 janvier 2009
- Nations unies : La Banque mondiale déclare qu'en dépit de la baisse récente du prix des denrées, des millions de personnes à travers le monde continuent à souffrir de la volatilité des prix. Selon la directrice générale Ngozi Okonjo-Iweala « les prix de l'alimentation, combinés à l'impact de la crise financière, ne font qu'aggraver les difficultés du monde en développement [...] Nous nous attendons à ce que la grande volatilité des prix se poursuive, et que les pauvres soient les plus durement touchés, puisqu'ils consacrent la moitié de leurs revenus à l'alimentation ». Les consommateurs ne bénéficient pas toujours de la baisse des matières premières. Dans le cas du maïs, dont le cours mondial a chuté de 32 % en un trimestre, le prix n'a baissé que de 1 % pour les consommateurs de Mombasa (Kenya).

### Lundi26 janvier 2009
- Algérie : Le groupe pétrolier et gazier Sonatrach et la compagnie pétrolière espagnole Repsol annoncent la découverte en Algérie de trois nouveaux gisements de gaz ayant un potentiel total de production d'un million de m3/jour, dans les bassins de Reggane, d'Ahnet et de Berkine. De son côté Sonatrach annonce avoir réalisé une autre découverte de gaz par ses propres moyens dans le bassin d'Illizi. L'Algérie, dont les réserves de gaz sont estimées à 4 500 milliards de m3, compte porter ses exportations de gaz de 62 à 85 milliards de m3 en 2011.
- Allemagne : Le groupe Siemens précise que sa participation de 34 % dans Areva NP, la filiale de réacteurs nucléaire sera vendu au groupe Areva pour un montant estimé de 2 milliards d'euros. Siemens, opérateur historique, explique que sa décision a été prise car il estime que sa marge de manœuvre est trop réduite au sein d'Areva NP, sa stratégie étant de « jouer un rôle actif dans les développements à venir ».
- Brésil : La banque centrale abaisse son taux directeur d'un point, passant à 12,75 %, pour faire face à la détérioration conjoncturelle, notamment de l'emploi.
- Chine : Selon le bureau municipal des statistiques, la population de Pékin a atteint l'an dernier 16,95 millions d'habitants, dont un quart de travailleurs migrants. En un an la population de la capitale a augmenté de 620 000 personnes, ce qui réflète l'attraction importante exercée par cette métropole sur les ruraux qui tentent de fuir la pauvreté des campagnes chinoises. Cet afflux ne va pas sans poser de graves problèmes à la capitale, notamment pollution, embouteillages et pénurie de ressources en eau.

- États-Unis

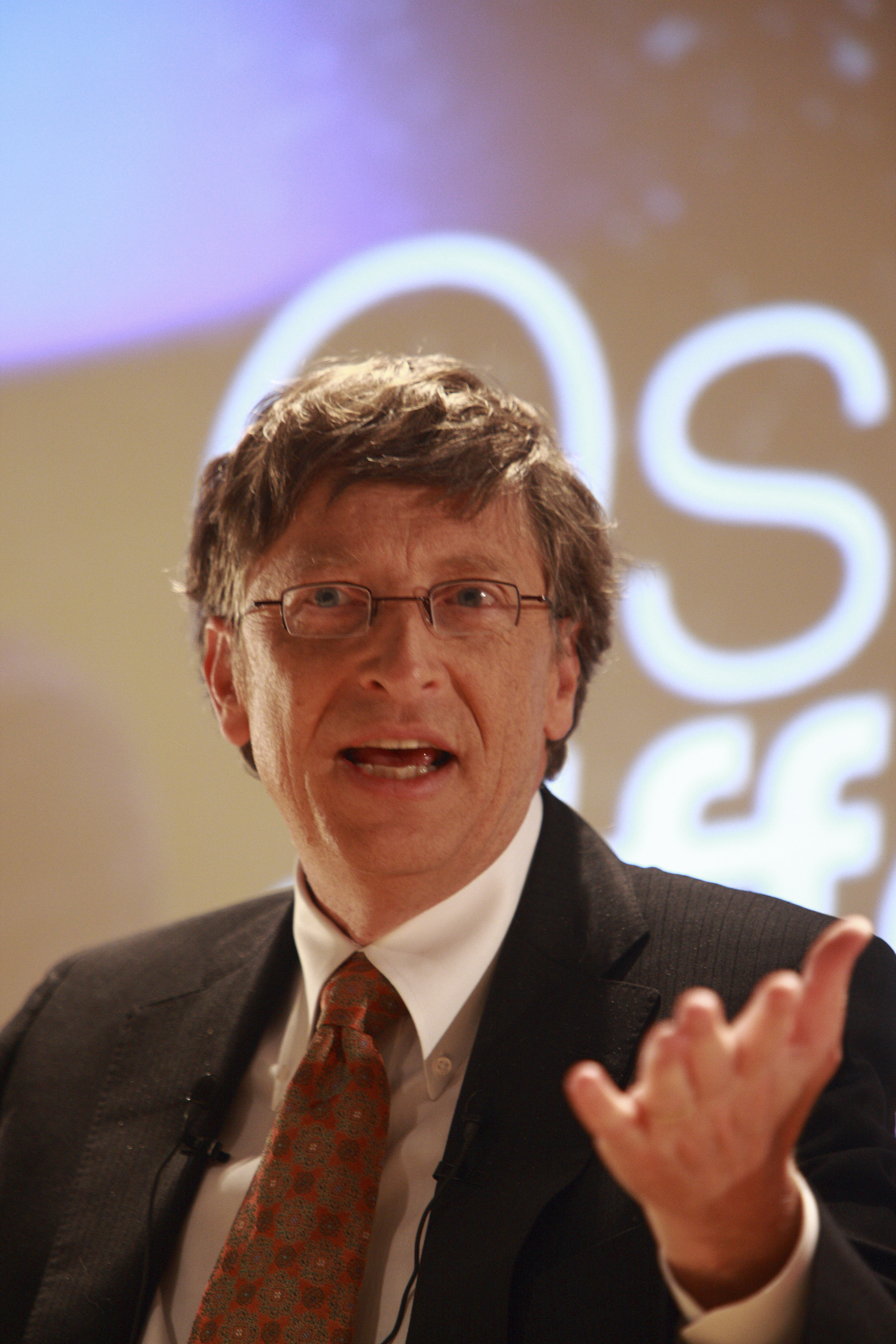
Bill Gates
(janvier 2008)

  - Le constructeur d'engins de chantier Caterpillar annonce la suppression de 20 000 emplois dans le monde sur 113 000, pour faire face à une année 2009 « très dure ». Ces mesures s'accompagnent de « fortes réductions des heures supplémentaires », et d'un gel des embauches et des salaires pour les employés administratifs. Pour 2009, le constructeur s'attend à une baisse d'environ 20 % de son chiffre d'affaires.
  - Le constructeur automobile General Motors annonce une nouvelle suppression de 2 000 emplois dans deux de ses usines américaines.
  - Le groupe pharmaceutique Pfizer rachète Wyeth pour 68 milliards de dollars. La fusion donne naissance à un groupe géant de 75 milliards de dollars de chiffre d'affaires (52,5 milliards d'euros).
  - La fondation caritative Bill et Melinda Gates, accuse une baisse de 20 % de la valeur de ses actifs du fait de la crise économique, ce qui est selon Bill Gates, « c'est beaucoup mieux que d'autres fonds parce qu'il y a tant de types d'investissements qui ont perdu plus de 20 % » dans la lettre annuelle d'information de sa fondation. La fondation qui combat notamment la mortalité infantile, la polio, le sida et la malaria et soutient des projets dans le domaine de l'agriculture et de l'éducation, dépensera davantage en 2009 qu'en 2008, soit 3,8 milliards de dollars au lieu de 3,3 milliards.
- France : 
  - Le groupe bancaire BNP Paribas annonce un bénéfice net 2008 estimé à environ 3 milliards d'euros, contre 7,8 milliards d'euros, et un renforcement de ses fonds propres en émettant des actions de préférence sans droit de vote pour un montant de 5,1 milliards d'euros, ce qui devrait porter son ratio de solvabilité aux environs de 8 %. Invoquant « des mouvements exceptionnellement violents sur les marchés de capitaux, en particulier sur les marchés boursiers », elle indique que son pôle de banque de financement et d'investissement devrait perdre environ 2 milliards d'euros au dernier trimestre, de ce fait la banque a connu sa première perte trimestrielle depuis 10 ans avec 1,4 milliard.
  - Le secteur de l'assurance a connu un chiffre d'affaires 2008 en fort recul à -6,2 après une première baisse de 0,9 % en 2007 qui avait suivi trois années de forte progression (+11,3 % en 2004, +11,2 % en 2005 et +12,1 % en 2006). Cette baisse résulte de la diminution des cotisations en assurances de personnes (-8,2 %) particulièrement en assurance vie -6,2 %[28].
  - La baisse du nombre de travailleurs intérimaires atteint 25 % en janvier 2009 par rapport en janvier 2008 et la détérioration est continue (-14 % en octobre). L'intérim est considéré comme un indicateur avancé de l'évolution du marché du travail. Il révèle une reprise imminente de l'embauche stable ou une incertitude des entreprises sur la poursuite de leurs activités, et lorsqu'il baisse, cela souligne une détérioration.
  - Selon Les Échos Le gouvernement s'apprête à débloquer 5 milliards d'euros pour soutenir les ventes de l'avionneur européen Airbus affecté par la crise mondiale du crédit. L'objectif est de « trouver des crédits relais pour empêcher les compagnies aériennes de se désister en invoquant la difficulté à lever des fonds », en injectant 5 milliards d'euros par le biais de la Société de financement de l'économie française (SFEF), une structure créée en octobre 2008 pour fluidifier la circulation de l'argent. Celle-ci est détenue aux deux tiers par sept banques françaises, le solde appartenant à l'État français[29].
- Italie : Le patron de Fiat, Sergio Marchionne, deux jours avant une table ronde sur l'automobile convoquée à Rome au siège du gouvernement par Silvio Berlusconi, alors qu'il avait auparavant exclu une aide à ce secteur, déclare que quelque 60 000 employés du secteur automobile risquaient de se retrouver au chômage en Italie si le gouvernement ne prenait pas de mesures de soutien au secteur qui est en train de vendre 60 % en moins que l'année dernière.
- Nations unies : Le directeur général du Fonds monétaire international, Dominique Strauss-Kahn, déplore que « très peu » ait été fait contre la crise financière depuis la réunion des principaux pays industrialisés et en développement du G20 en novembre 2008.
- Pays-Bas : 
  - Le groupe d'électronique Philips annonce pour 2008 une perte nette de 186 millions d'euros contre un bénéfice 2007 de 4,16 milliards. La perte au quatrième trimestre de 1,47 milliard est dû au réajustement de la valeur de sa filiale Lumileds, spécialisée en diodes électroluminescentes (LED).
  - Le groupe de banque et d'assurance ING annonce la suppression de 7 000 emplois dans le monde en 2009 dans le cadre de son plan de réduction des coûts. La perte 2008 se monte à 1 milliard d'euros. Son directeur général Michel Tilmant est sur le départ.

### Mardi27 janvier 2009
- Allemagne : 
  - Le gouvernement est décidé à prendre une participation majoritaire dans le capital de la banque de financement immobilier, Hypo Real Estate, qui lutte toujours pour sa survie malgré des aides publiques de plusieurs dizaines milliards d'euros. Pour cela, les sociaux-démocrates et les conservateurs ont trouvé un accord pour permettre à l'État allemand de s'affranchir de l'obligation faite par le droit allemand de lancer une offre publique d'achat sur l'ensemble de la banque Hypo Real Estate. L'État allemand a déjà pris une part de 25 % plus une action de la deuxième banque allemande Commerzbank, dans le cadre de son dispositif d'aide au secteur bancaire adopté à l'automne dernier et qui est doté de 80 milliards d'euros pour d'éventuelles recapitalisations.
  - Le gouvernement adopte un second plan de relance économique biannuel, d'un volume de 50 milliards d'euros — le plus important de l'après-guerre — alors que le pays s'enfonce dans la crise. Le plan qui comprend des dépenses importantes en matière d'infrastructure et des réductions d'impôts, entraînera une forte hausse du déficit public. Selon la chancelière Angela Merkel, ce second plan constitue  la décision la plus difficile (qu'elle) ait eu à prendre en matière de politique intérieure [...] Ce plan constitue notre réponse à la crise économique internationale et nous estimons que face à une situation économique internationale extraordinaire nous avons besoin de mesures extraordinaires. Le premier plan de 31 milliards d'euros mis en œuvre à l'automne avait été très vite jugé insuffisant et timoré face à la gravité de la crise économique.
- Canada : Le groupe pétrolier français Total annonce le lancement d'un OPA sur le groupe UTS Energy Corporation pour un montant de 617 millions de dollars canadiens (380 millions d'euros) en argent comptant, soit une prime d'environ 51 % sur le cours moyen des 30 derniers jours à la Bourse de Toronto.
- États-Unis
  - Des responsables de la SEC, le gendarme boursier américain, ont été auditionnés devant la commission bancaire du Sénat. Ils sont apparus désemparés et sans réponse devant les nombreuses questions soulevées par la fraude historique du financier Bernard Madoff et posées par des sénateurs surpris que la plus importante fraude dans l'histoire de Wall Street ait pu passer inaperçue pendant des années. Selon le sénateur Chuck Schumer : « La fraude de Madoff est si énorme et évidente et est intervenue sur une si longue période qu'il est tout simplement inexplicable que la SEC ne s'en soit pas rendu compte ». Linda Thomsen, responsable de l'application des règles à la SEC, s'est plainte d'un manque de personnel et de ressources, affirmant que la SEC dispose de 425 personnes pour superviser les conseillers financiers et les fonds commun de placement et 315 autres personnes pour surveiller les courtiers tandis qu'elle est censée se pencher sur les activités de 11 300 conseillers en investissement, 4 600 fonds et 5 500 courtiers. Seulement 10 % des conseils en investissement sont inspectés tous les trois ans.
  - Dans le cadre du plan de relance, les Indiens des réserves américaines bénéficieront de 2,8 milliards de dollars. Selon Byron Dorgan, président de la commission des affaires indiennes du Sénat, le taux de chômage chez les Indiens est de 50 %, et les besoins en matière de logements sont criants. Ces dépenses publiques vont être allouées à des projets déjà préparés, n'attendant plus qu'un financement.
  - Selon l'indice S&P/Case-Shiller mesurant les prix dans les 20 plus grandes agglomérations, la baisse sur un an des prix des logements américains a été en novembre 2008 de 18,2 %. Dans les dix plus grandes villes la baisse a été de 19,1 % sur un an.
  - Sous la pression de la nouvelle administration, le groupe bancaire Citigroup, bénéficiaire de 45 milliards de dollars d'argent public, après avoir annoncé un renforcement de son programme de réduction de sa flotte de jets de 5 à 2, via la vente des appareils existants et le rachat d'autres plus économes en carburant, renonce à prendre livraison d'un nouvel avion privé, un Falcon 7X de Dassault, achat jugé peu judicieux par le porte-parole de la Maison Blanche Robert Gibbs, rendant compte du fait que le président Barack Obama « estime qu'une grande attention doit être portée à la manière dont l'argent du contribuable est utilisé [...] quand il s'agit d'injecter des fonds dans les banques pour qu'elles puissent prêter de l'argent ».
  - Le no 1 du bricolage et de la rénovation aux États-Unis, Home Depot, annonce la suppression de 7 000 emplois sur ses 300 000 salariés dans le monde et la fermeture de sa petite chaîne "Expo". Le groupe va aussi supprimer 2 000 emplois hors magasins et geler les salaires de l'encadrement.
  - Selon le syndicat Alliance@IBM, le groupe informatique IBM engage un premier plan social visant à supprimer plus de 2 800 emplois.
  - La chaîne de restauration rapide McDonald's n'est pas touchée par la crise, son bénéfice net est en hausse de 80 % dépassant largement les attentes des analystes et le groupe prévoit d'investir 1,1 milliard de dollars en Europe.
  - Nicholas Cosmo (37 ans), PDG de la société Agape World Inc. est arrêté et accusé d'une fraude pyramidale de 370 millions de dollars, ayant escroqué quelque 1 500 investisseurs. Les investisseurs étaient convaincus que leurs fonds servaient à obtenir des prêts commerciaux lucratifs mais tout l'argent investi était en fait utilisé pour fournir des retours sur investissements fictifs aux précédents investisseurs, selon le schéma classique de Ponzi.
  - Dans le cadre de l'affaire Madoff, deux cabinets d'avocats, un espagnol et un américain, ont déposé à Miami (Floride), une plainte en nom collectif contre la banque espagnole Santander, une des plus exposées à la fraude du financier Bernard Madoff à travers son fonds « Optimal Strategic Fund ».
- Europe : La Banque européenne pour la reconstruction et le développement revoit en très nette baisse la prévision de croissance de sa zone d'activité en 2009, tablant désormais sur 0,1 % au lieu de 2,5 % en novembre.
- France : 
  - Le gouvernement attribue un plan de soutien temporaire et spécifique de 5 milliards d'euros aux exportations aéronautiques, car des grandes compagnies aériennes, grands clients d'Airbus « ne trouvent pas aujourd'hui de financement auprès des banques », parce que celles-ci manquent de liquidités et en particulier en dollar.
  - Selon le ministère de l'Écologie, le nombre de mises en chantier de logements neufs en France a reculé de 15,7 % en 2008 (368 609 logements) par rapport à 2007 (437 086 logements) et le nombre de permis de construire s'est replié de 16,7 %.
  - Selon l'INSEE, le nombre de créations d'entreprises a atteint un nouveau record en France en 2008 avec 327 396, progressant de 1,8 % par rapport à 2007, « les secteurs qui contribuent le plus à cette baisse sont la construction, le commerce et les services aux entreprises ».
- Japon
  - Le gouvernement annonce son nouveau plan incluant l'injection de capitaux publics dans les entreprises pour 4 790 milliards de yens (40,6 milliards d'euros) destiné à relancer l'économie, et le versement d'aides aux ménages sous forme d'argent liquide. Ce dernier volet est très contesté.
  - Le groupe de services financiers Nomura Holdings, frappé de plein fouet par la crise financière mondiale, annonce une lourde perte nette trimestrielle de 342,9 milliards de yens (2,9 milliards d'euros).
- Royaume-Uni : le ministre britannique du Commerce, Peter Mandelson, annonce des mesures de soutien au secteur automobile dont une garantie de 2,3 milliards de livres, venant pour 1,3 venant de la Banque européenne d'investissement.
- Russie : publication du taux de chômage s'établissant à 7,7 % fin décembre 2008 contre 7 % fin novembre, soit une hausse de 511 000 chercheurs d'emplois à 5,8 millions dont 1,3 million perçoivent des indemnités. Fin 2008, la population active était de 75,8 millions de personnes, soit 53 % de la population russe.
- Suisse : Selon Jacques Attali, le Forum économique mondial, qui ouvre mercredi ses portes à Davos, n'est qu'un « café du commerce » et une « opération commerciale », les véritables décisions sont prises ailleurs : « Il ne faut y voir rien de plus qu'une machine à café mondiale où des gens se rencontrent, bavardent, se serrent la main, échangent des tuyaux et s'en vont [...] les gens se rencontrent là-bas pour coordonner leurs agendas, planifier des rencontres ou faire du réseautage [...] Davos est surtout une opération commerciale, très efficace et très réussie, où il faut payer pour participer et les places sont très chères »[30].
- Union européenne : Selon la Banque centrale européenne, le déficit des comptes courants de la zone euro, qui mesure les échanges entre la zone euro et l'extérieur, s'est nettement creusé en novembre 2008, à 16 milliards d'euros, contre 6 milliards en octobre. En novembre, la zone euro a enregistré des entrées nettes de capitaux de 16,7 milliards, après un afflux massif de 106,5 milliards en octobre.

### Mercredi28 janvier 2009
- Allemagne :  Le groupe SAP, no 1 mondial des progiciels, annonce une réduction de 3 000 postes sur des effectifs mondiaux de 48 500 d'ici fin 2009 en réaction à la faiblesse de la demande dans le secteur.
- Chine : Le ministère du Commerce exprime son vif mécontentement face aux mesures, adoptées cette semaine par l'Union européenne, considérées comme « antidumping » et visant certains types de vis et boulons ou écrous, se réservant le droit d'en appeler à l'OMC. L'UE a décidé lundi d'imposer des taxes antidumping allant de 26,5 % à 85 % sur certains éléments de fixation importés de Chine, en fer ou en acier, au terme d'une enquête ouverte à l'automne 2007.
- Espagne : Selon l'association espagnole des fabricants (ANFAC), la baisse d'activité dans le secteur automobile (construction, composants, réseau commercial) touche quelque 100 000 employés par chômage technique ou plans sociaux. L'Espagne, troisième constructeur européen et qui exporte près de 80 % de sa production, est frappée par une forte baisse des ventes d'automobiles et par le repli généralisé du marché européen. L'ANFAC prévoit environ 900 000 immatriculations pour 2009, soit une baisse de 23 % par rapport à 2008. Les professionnels demandent au gouvernement des mesures d'aides.

- États-Unis

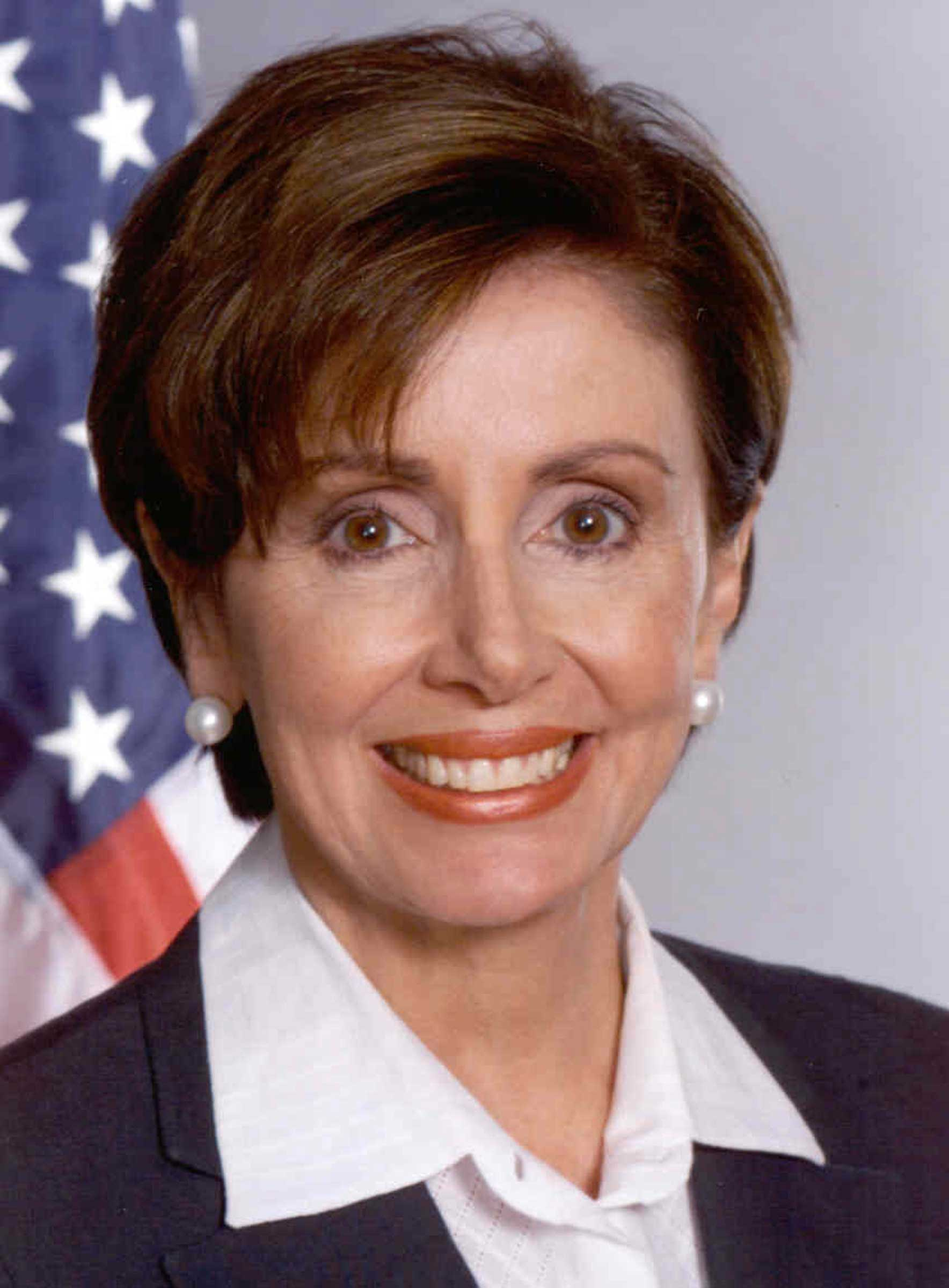
Nancy Pelosi
(juin 2006)

  - Selon le Fonds monétaire international le coût de la crise bancaire aux États-Unis devrait affecter les institutions financières mondiales à hauteur de 2 200 milliards de dollars, contre 1 400 milliards estimés en octobre.
  - La présidente démocrate de la Chambre des représentants Nancy Pelosi déclare que les démocrates ne feront pas de « compromis » avec les républicains sur le plan de relance de 825 milliards de dollars : « Nous ne ferons pas de compromis sur la réponse aux besoins des Américains [...] ils veulent des emplois, ils veulent des certitudes en matière d'éducation des enfants. Ils veulent des possibilités en matières de protection santé, ils veulent que nous agissions pour eux ». Des amendements proposés par les républicains ont été acceptés par les démocrates lors de l'examen du texte dans différentes commissions, mais les grandes lignes restent l'œuvre des démocrates. La Chambre des représentants approuve le plan de relance de l'économie américaine pour un montant de 819 milliards de dollars, qui doit encore être approuvé par le Sénat.
  - La Réserve fédérale, après avoir abaissé à 0 % le niveau des taux d'intérêt américains, annonce de nouvelles mesures exceptionnelles pour stimuler le financement de l'économie, comme le rachat de bons du Trésor sur le marché.
  - Le constructeur aéronautique Boeing annonce la suppression de 10 000 emplois, soit une réduction de 6 % de ses effectifs, y compris les 4 500 suppressions de postes déjà annoncées dans la division aviation commerciale.
  - La chaîne de cafés Starbucks annonce une nouvelle vague de 6 700 suppressions d'emplois et de 300 fermetures de magasins due à l'impact de la crise sur un groupe qui peine à maîtriser les conséquences d'une expansion mal maîtrisée. Cette nouvelle restructuration vient s'ajouter à la suppression de 11 000 emplois et à la fermeture de 600 cafés américains, annoncés en juillet.
- France
  - McDonald's France annonce un chiffre d'affaires 2008 en progression de 11,2 %, à 3,3 milliards d'euros et envisage une progression comparable en 2009. Les prix pratiqués, la rénovation des restaurants, les efforts sur la qualité de la nutrition, l'ouverture de 29 nouveaux restaurants sont présentés comme les secrets de la réussite de la chaîne de restauration rapide. Fin 2008, la société gérait en France 1 134 établissements et 55 000 salariés.
  - Le fabricant franco-italien de semi-conducteurs, STMicroelectronics, annonce un recul de 25 à 40 % de son chiffre d'affaires du premier trimestre 2009 par rapport au premier trimestre 2008. Il annonce une réduction de ses coûts de plus de 700 millions de dollars et la suppression de 4 500 postes dans le monde.
- Islande : L'inflation s'est encore accélérée en janvier pour atteindre le taux record de 18,6 % en glissement annuel contre 18,1 % en décembre. Le pays de 320 000 habitants ruiné par la crise financière a vu sa monnaie perdre près de la moitié de sa valeur en 2008.
- Japon
  - En décembre et janvier, la production de voitures est en chute importante dans des proportions de 20 à 40 %. Mais sur l'ensemble de l'année 2008, le repli est moindre : -2,9 % (9,23 millions d'unités) pour le groupe Toyota Motor (Toyota, Lexus, Hino, Daihatsu), -7,5 % (3,96 millions d'unités) pour le groupe Honda et moins 1,1 % (3,4 millions d'unités) pour le groupe Nissan.
  - Le groupe d'électronique et des techniques de l'image Canon Inc. annonce un résultat bien pire que prévu dû à l'envolée du yen et à une demande affaiblie au dernier trimestre, à cause de la crise. Le groupe a dégagé un gain de 309,15 milliards de yens (2,6 milliards d'euros) contre 488 milliards en 2007, et une forte baisse de 8,6 % de son chiffre d'affaires à 4 094 milliards de yens. Pour 2009, il s'attend à un profit de 98 milliards de yens (-68,3 %) et à une chute du chiffre d'affaires de 14,5 % (3 500 milliards de yens).
  - Le constructeur automobile Toyota annonce le rappel de 1,35 million de véhicules de trois modèles dans le monde, en raison de défauts affectant le système d'enroulement des ceintures de sécurité et/ou le pot d'échappement. Cette mesure concerne les modèles « Vitz », « Belta » et « Ractis » au Japon, et les modèles « Yaris Hutchback » et « Yaris Sedan » dans le reste du monde — identiques aux « Vitz » et « Belta » mais commercialisés sous un nom différent en Amérique du Nord, en Europe et ailleurs dans le monde. Les modèles concernés ont été fabriqués entre janvier 2005 et avril 2008.
- Nations unies : Le Fonds monétaire international revoit en forte baisse, sa prévision pour la croissance mondiale, qui ne devrait pas dépasser 0,5 % cette année, sous l'effet d'une forte contraction de 2 % du produit intérieur brut des pays développés : « La croissance de l'économie mondiale devrait tomber à un demi pour cent en 2009, le taux le plus faible depuis la Seconde Guerre mondiale. Malgré les actions de grande ampleur engagées par les pouvoirs publics, les tensions demeurent aiguës sur les marchés financiers et brident l'économie réelle ».
- Russie
  - Le rouble baisse fortement face au dollar et à l'euro, après la décision prise la semaine dernière par la Banque centrale de Russie de laisser la monnaie se dévaluer face au panier composée à 55 % de dollars et à 45 % d'euros qui lui sert de référence. En un peu plus de deux mois la monnaie russe a perdu environ un quart de sa valeur et 10 % en une semaine.
  - Selon l'association espagnole des fabricants (ANFAC), la baisse d'activité dans le secteur automobile (construction, composants, réseau commercial) touche quelque 100 000 employés par chômage technique ou plans sociaux. L'Espagne, troisième constructeur européen et qui exporte près de 80 % de sa production, est frappée par une forte baisse des ventes d'automobiles et par le repli généralisé du marché européen. L'ANFAC prévoit environ 900 000 immatriculations pour 2009, soit une baisse de 23 % par rapport à 2008. Les professionnels demandent au gouvernement des mesures d'aides.

### Jeudi29 janvier 2009
- États-Unis : 
  - Le groupe d'imagerie Eastman Kodak annonce la suppression de 3 500 à 4 500 emplois dans le monde en 2009, soit 14 à 18 % de ses effectifs, après avoir enregistré un effondrement de 24 % de ses ventes en fin d'année.
  - Le constructeur automobile Ford  annonce une perte 2008 de 14,6 milliards de dollars (11,3 milliards d'euros), contre 2,7 milliards en 2007, soit la perte annuelle la plus élevée depuis sa création, il y a 105 ans. Ses ventes 2008 se sont écroulées de près de 21 % sur le marché américain et ses liquidités fondent à vue d'œil.
- France : 
  - Selon le ministère de l'économie dans son rapport sur la détaxation des heures supplémentaires, instaurée par la loi TEPA et effective depuis le 1er octobre 2007, le volume d'heures supplémentaires effectuées par les salariés du secteur agricole et non agricole « se situerait aux alentours de 750 millions en 2008 et concernerait environ 5,5 millions de salariés ». Un chiffre difficilement comparable aux années précédentes, faute d'études similaires, mais pas aussi élevé qu'attendu.
  - Le groupe Thomson annonce la prochaine cession d'« activités non stratégiques » représentant environ un milliard d'euros de chiffres d'affaires, notamment la société Grass Valley, qui fabrique du matériel d'équipement vidéo professionnel. La dette de Thomson a atteint un niveau record de 2,1 milliards d'euros fin 2008, et un chiffre d'affaires 2008 en recul de 12,7 %, à 4 839 milliards d'euros.
  - Le président Nicolas Sarkozy « confirme le lancement de la réalisation d'une deuxième centrale nucléaire de type EPR » (European Pressurized Reactor) de nouvelle génération en France. La réalisation est confiée à EDF en association avec GDF Suez et sera construit à Penly (Seine-Maritime).
- Japon
  - Le conglomérat industriel Toshiba annonce la prochaine suppression de 4 500 postes de travail d'ici fin mars pour faire face à la crise économique mondiale. Le plan de restructuration vise à réduire de 300 milliards de yens (2,5 milliards d'euros) ses coûts fixes. Le groupe s'attend à une perte nette de 280 milliards de yens (2,33 milliards d'euros) pour l'année 2008-2009.
  - Le constructeur d'engins de chantier Komatsu annonce une baisse de 25,2 % de son bénéfice net pour les neuf premiers mois de l'exercice 2008-2009, même si son chiffre d'affaires a légèrement augmenté de 0,8 % à 1 642,7 milliards de yens (13,7 milliards d'euros).

### Vendredi30 janvier 2009
- Burundi : La ministre des Finances, Clotilde Nizigama annonce que le Fonds monétaire international et la Banque mondiale ont accordé au Burundi une remise de dette d'1,4 milliard de dollars (1,09 milliard d'euros), correspondant à 92 % de la dette extérieure du pays : « Les 28 et du 29 janvier 2009 sont des dates qui resteront gravées dans la mémoire des Burundais parce que c'est le moment où nous avons obtenu de la BM et du FMI une remise de la dette multilatérale qui correspond environ à 1,4 milliard de dollars, ce qui représente 92 % de la dette extérieure du Burundi […] Si l'urgence des urgences de notre pays était jusque-là la réduction de la dette, le principal défi à venir du gouvernement est de capitaliser ces réformes pour produire des richesses afin de réduire la pauvreté ». Le mécanisme d'effacement de la dette réservé aux pays pauvres très endettés (PPTE) a été lancé en 1996 par la Banque mondiale et le FMI pour encadrer l'effort d'effacement de la dette des pays les plus démunis[31].
- États-Unis : selon les chiffres publiés, le produit intérieur brut a reculé de 3,8 % au quatrième trimestre en rythme annuel, marquant le plus fort recul depuis le premier trimestre 1982. Au quatrième trimestre 2008,  En 1982, la chute avait atteint 6,4 %. Jugeant que « l'économie américaine continue à se contracter gravement », la Maison Blanche estime qu'il est « essentiel d'agir immédiatement pour soutenir à la fois le secteur financier et la demande », exhortant le Congrès à adopter son plan de relance massif.
- France : Le groupe bancaire franco-belge Dexia, secouru fin septembre par les gouvernements français, belge et luxembourgeois en pleine tempête financière, a annonce une perte nette 2008 estimée à 3 milliards d'euros et une réduction d'effectifs de la suppression de quelque 900 emplois sur les 36 500 du groupe. Dexia a par ailleurs proposé la suppression, à titre exceptionnel, des dividendes et des bonus des dirigeants pour 2008.
- Japon
  - Fin 2008, le taux de chômage atteint 4,4 % (2,7 millions de chômeurs) contre 3,9 %, fin novembre, ce qui dépasse toutes les prévisions. La population active est de 66,01 millions d'individus (-0,4 %).
  - Le conglomérat Hitachi annonce la suppression de 7 000 emplois dans ses divisions électroniques. Le groupe s'attend à une perte de 700 milliards de yens (5,8 milliards d'euros) sur l'année 2008-2009.
  - La deuxième compagnie aérienne japonaise, All Nippon Airways, victime du ralentissement économique, s'attend à une perte nette de 9 milliards de yens (75 millions d'euros).
- Nations unies :  la chancelière allemande Angela Merkel, lors du Forum économique mondial de Davos, souhaite que la crise financière mondiale conduise à la création d'un Conseil économique des Nations unies fondé sur une charte en faveur de l'ordre économique mondial, à l'image du Conseil de sécurité créé à la fin de la Seconde Guerre mondiale.
- Union européenne : le taux de chômage dans la zone euro est monté à 8 % en décembre, son plus haut niveau depuis novembre 2006. Cette augmentation est liée à la récession qui entraîne une multiplication des plans de suppressions d'emplois. Il est en hausse régulière depuis l'été 2008. Parmi les principales économies de la zone euro, le chômage fin 2008 est de 14,4 % en Espagne et de 7,2 % en Allemagne.

### Samedi31 janvier 2009
- Japon : Le premier ministre Taro Aso annonce au sommet de Davos que le Japon allait accorder 17 milliards de dollars d'aide au développement à d'autres pays d'Asie pour faire face à la crise économique.
- Nations unies : lors du Forum économique mondial de Davos, le président de la République tchèque, Vaclav Klaus, fidèle à ses options libérales, s'est démarqué des idées de régulation économique avancées à Davos par de nombreux dirigeants, notamment européens, pour lutter contre la crise : « J'ai plus peur des réformes que de la crise elle-même. J'ai peur que l'on se serve de la crise pour entraver radicalement les marchés et le libre-échange à travers le monde ».